# Jacques Muller
Jacques Muller war ein französischer Hersteller von Automobilen.

## Unternehmensgeschichte
Jacques Muller gründete 1920 das Unternehmen, das seinen Namen trug, zur Produktion von Automobilen. Der Firmensitz war an der Avenue de Lutèce 98 in La Garenne-Colombes. Der Markenname lautete Jacques Muller, eventuell auch JMK. 1922 endete die Produktion. B.N.C. übernahm die Konstruktion.

## Fahrzeuge
Das Unternehmen stellte Cyclecars her. Im Angebot standen zwei Modelle, die sich nur durch den Motor unterschieden. Ein V2-Motor von Train mit 995 cm³ Hubraum sowie ein Vierzylindermotor von S.C.A.P. mit 894 cm³ Hubraum standen zur Verfügung. Die wassergekühlten Motoren waren vorne im Fahrzeuge montiert und trieben über eine Kardanwelle die Hinterachse an. Das Getriebe verfügte über zwei Gänge. Aufgrund der schmalen Bauweise des Fahrzeugs wurde auf ein Differenzial verzichtet.